# Botryosphaeria
Botryosphaeria is een geslacht van schimmels behorend tot de familie Botryosphaeriaceae. De typesoort is Botryosphaeria dothidea. 

## Soorten
Volgens Index Fungorum telt het geslacht 150 soorten (peildatum januari 2022):
| Soortnaam                                       | Auteur(s)                                                               | Publicatiejaar |
| ----------------------------------------------- | ----------------------------------------------------------------------- | -------------- |
| Botryosphaeria abietina                         | (Prill. & Delacr.) Maubl.                                               | 1907           |
| Botryosphaeria abrupta                          | Berk. & M.A. Curtis ex Cooke                                            | 1885           |
| Botryosphaeria abuensis                         | S.J. Kaur                                                               | 1996           |
| Botryosphaeria acaciae                          | (Hansf.) Dingley                                                        | 1970           |
| Botryosphaeria agaves                           | (Henn.) E.J. Butler                                                     | 1911           |
| Botryosphaeria alibagensis                      | C. Ramesh                                                               | 1991           |
| Botryosphaeria appendiculata                    | Z.Q. Yuan & Old                                                         | 1996           |
| Botryosphaeria archontophoenicis                | Joanne E. Taylor, K.D. Hyde & E.B.G. Jones                              | 2003           |
| Botryosphaeria arxii                            | Narendra & V.G. Rao                                                     | 1975           |
| Botryosphaeria astrocaryi                       | (Henn.) Bat. & R. Garnier                                               | 1966           |
| Botryosphaeria aterrima                         | (Fuckel) Sacc.                                                          | 1882           |
| Botryosphaeria atrorufa                         | (Pass.) Weese                                                           | 1919           |
| Botryosphaeria auasmontanum                     | F.J.J. Van der Walt, Slippers & G.J. Marais                             | 2014           |
| Botryosphaeria australis                        | (Sacc.) Petr.                                                           | 1975           |
| Botryosphaeria bakeri                           | Rehm                                                                    | 1913           |
| Botryosphaeria berengeriana                     | De Not.                                                                 | 1865           |
| Botryosphaeria bondarzewii                      | L.A. Kantsch.                                                           | 1928           |
| Botryosphaeria briosiana                        | (Turconi & Maffei) Weese                                                | 1919           |
| Botryosphaeria brunneispora                     | Joanne E. Taylor, K.D. Hyde & E.B.G. Jones                              | 2003           |
| Botryosphaeria buteae                           | Tilak & S.B. Kale                                                       | 1969           |
| Botryosphaeria callicarpae                      | Cooke                                                                   | 1885           |
| Botryosphaeria camarae                          | A.C. Santos                                                             | 1967           |
| Botryosphaeria cantareirensis                   | (Henn.) Weese                                                           | 1919           |
| Botryosphaeria cassiicola                       | V.G. Rao & Varghese                                                     | 1980           |
| Botryosphaeria catervaria                       | (Berk. & M.A. Curtis) Sacc.                                             | 1882           |
| Botryosphaeria chnaumatica                      | (Wallr.) Sacc.                                                          | 1882           |
| Botryosphaeria cocoes                           | (Petch) Wulandari                                                       | 2014           |
| Botryosphaeria cocogena                         | Subileau, Renard & Lacoste                                              | 1994           |
| Botryosphaeria cocoicola                        | (Sivan.) K.D. Hyde & P.F. Cannon                                        | 1999           |
| Botryosphaeria coffeae                          | Saccas                                                                  | 1981           |
| Botryosphaeria collematoides                    | Berk. & Ravenel                                                         | 1885           |
| Botryosphaeria corni                            | Sacc.                                                                   | 1875           |
| Botryosphaeria corticis                         | (Demaree & Wilcox) Arx & E. Müll.                                       | 1954           |
| Botryosphaeria corticola                        | A.J.L. Phillips, A. Alves & J. Luque                                    | 2004           |
| Botryosphaeria corynocarpi                      | (Dias & Sousa da Câmara) J. Reid & C. Booth                             | 1989           |
| Botryosphaeria costae                           | Viégas                                                                  | 1944           |
| Botryosphaeria crataegi                         | (Schwein.) Sacc.                                                        | 1882           |
| Botryosphaeria cruenta                          | Petr.                                                                   |                |
| Botryosphaeria cunninghamiae                    | T.Z. Huang                                                              | 1977           |
| Botryosphaeria cyanospora                       | (E. Bommer & M. Rousseau) Weese                                         | 1919           |
| Botryosphaeria dispersa                         | De Not.                                                                 | 1865           |
| Botryosphaeria disrupta                         | (Berk. & M.A. Curtis) Arx & E. Müll.                                    | 1954           |
| Botryosphaeria dolichospermatii                 | Z.P. Dou, W. He & Y. Zhang                                              | 2021           |
| Botryosphaeria dothidea                         | (Moug.) Ces. & De Not.                                                  | 1863           |
| Botryosphaeria effusa                           | (Rehm) Weese                                                            | 1919           |
| Botryosphaeria egenula                          | Syd., P. Syd. & E.J. Butler                                             | 1911           |
| Botryosphaeria elaeidis                         | Sivan.                                                                  | 1975           |
| Botryosphaeria erythrinae                       | Petch                                                                   | 1925           |
| Botryosphaeria escharoides                      | (Fr.) Sacc.                                                             | 1882           |
| Botryosphaeria eschweilerae                     | Bat. & H. Maia                                                          | 1964           |
| Botryosphaeria euphorbii                        | Sacc.                                                                   | 1875           |
| Botryosphaeria fabicerciana                     | (S.F. Chen, Pavlic, M.J. Wingf. & X.D. Zhou) A.J.L. Phillips & A. Alves | 2013           |
| Botryosphaeria festucae (Zwenkgrasdruivenpitje) | (Lib.) Arx & E. Müll.                                                   | 1954           |
| Botryosphaeria ficina                           | (Cooke & Harkn.) Weese                                                  | 1919           |
| Botryosphaeria foliicola                        | Sivan. & L.N. Nair                                                      | 1988           |
| Botryosphaeria fujianensis                      | Z.P. Dou, W. He & Y. Zhang                                              | 2021           |
| Botryosphaeria funtumiae                        | Marchal & Steyaert                                                      | 1929           |
| Botryosphaeria furcraeae                        | (Henn.) Theiss.                                                         | 1917           |
| Botryosphaeria fusispora                        | Boonmee, Jian K. Liu & K.D. Hyde                                        | 2012           |
| Botryosphaeria galegae                          | Sacc.                                                                   | 1875           |
| Botryosphaeria gaubae                           | Petr.                                                                   | 1968           |
| Botryosphaeria gleditsiae                       | (Schwein.) Sacc.                                                        | 1882           |
| Botryosphaeria graphidea                        | (Berk. & Ravenel) Sacc.                                                 | 1882           |
| Botryosphaeria guttulata                        | Ya Ya Chen, A.J. Dissanayake & J.K. Liu                                 | 2020           |
| Botryosphaeria halimodendri                     | Kravtzev                                                                | 1961           |
| Botryosphaeria hemidesmi                        | Tilak & Gaikwad                                                         | 1974           |
| Botryosphaeria heterochroma                     | (Wollenw.) Weese                                                        | 1919           |
| Botryosphaeria hiascens                         | (Fr.) Cooke                                                             | 1885           |
| Botryosphaeria hyperborea                       | M.E. Barr                                                               | 1970           |
| Botryosphaeria hypoxyloidea                     | Cooke                                                                   | 1885           |
| Botryosphaeria iberica                          | A.J.L. Phillips, J. Luque & A. Alves                                    | 2005           |
| Botryosphaeria indica                           | Tilak & Gaikwad                                                         | 1974           |
| Botryosphaeria ingae                            | A.K. Kar & Maity                                                        | 1970           |
| Botryosphaeria jasmini                          | Chenant.                                                                | 1910           |
| Botryosphaeria juglandina                       | De Not.                                                                 | 1865           |
| Botryosphaeria juniperi                         | (Desm.) Weese                                                           | 1919           |
| Botryosphaeria kumaonensis                      | A.J. Roy                                                                | 1968           |
| Botryosphaeria kuwatsukai                       | (Hara) G.Y. Sun & E. Tanaka                                             | 2014           |
| Botryosphaeria lagerheimii                      | (Rehm) Weese                                                            | 1919           |
| Botryosphaeria laricis                          | (Wehm.) Arx & E. Müll.                                                  | 1954           |
| Botryosphaeria malvacearum                      | (Trab.) Weese                                                           | 1919           |
| Botryosphaeria mapaniae                         | (Schwein.) Weese                                                        | 1919           |
| Botryosphaeria marconii                         | Charles & Jenkins                                                       | 1914           |
| Botryosphaeria melachroa                        | Berk. & M.A. Curtis ex Cooke                                            | 1885           |
| Botryosphaeria microspora                       | Petch                                                                   | 1925           |
| Botryosphaeria minutispermatia                  | Ariyaw., K.D. Hyde & Zi Y. Liu                                          | 2016           |
| Botryosphaeria mirabile                         | (Fuckel) Cooke                                                          | 1885           |
| Botryosphaeria mucosa                           | S.J. Kaur                                                               | 1996           |
| Botryosphaeria mutila                           | Cooke                                                                   | 1885           |
| Botryosphaeria nemorosa                         | Sacc.                                                                   | 1877           |
| Botryosphaeria nephrodii                        | Höhn.                                                                   | 1912           |
| Botryosphaeria nerii                            | Jadhav, Somani & Wangikar                                               | 1978           |
| Botryosphaeria oblongula                        | Sacc.                                                                   | 1917           |
| Botryosphaeria parasitica                       | (Rick) Weese                                                            | 1919           |
| Botryosphaeria parkinsoniae                     | Tilak & Gaikwad                                                         | 1974           |
| Botryosphaeria pasaniae                         | Hara                                                                    | 1931           |
| Botryosphaeria pedrosensis                      | (Bubák & Gonz. Frag.) Petr.                                             | 1963           |
| Botryosphaeria persimmons                       | (Schwein.) Sacc.                                                        | 1882           |
| Botryosphaeria piceae                           | A. Funk                                                                 | 1965           |
| Botryosphaeria pipturi                          | D.E. Gardner & Hodges                                                   | 1988           |
| Botryosphaeria pittospori                       | (J.V. Almeida & Sousa da Câmara) Dennis                                 | 1977           |
| Botryosphaeria plicatula                        | (Berk. & Broome) S. Ahmad                                               | 1979           |
| Botryosphaeria polita                           | (Fr.) Sacc.                                                             | 1882           |
| Botryosphaeria polycocca                        | Ces. & De Not.                                                          | 1863           |
| Botryosphaeria populi                           | A.J.L. Phillips                                                         | 2000           |
| Botryosphaeria prosopidis                       | Mundk. & S. Ahmad                                                       | 1946           |
| Botryosphaeria prunicola                        | Rehm                                                                    | 1912           |
| Botryosphaeria pseudoramosa                     | G.Q. Li & S.F. Chen                                                     | 2017           |
| Botryosphaeria pseudotsugae                     | A. Funk                                                                 | 1975           |
| Botryosphaeria pseudotubulina                   | (Ces.) Cooke                                                            | 1885           |
| Botryosphaeria puerensis                        | G.Q. Li & S.F. Chen                                                     | 2020           |
| Botryosphaeria purandharensis                   | C. Ramesh                                                               | 1991           |
| Botryosphaeria qingyuanensis                    | G.Q. Li & S.F. Chen                                                     | 2017           |
| Botryosphaeria qinlingensis                     | C.M. Tian & L.Y. Liang                                                  | 2019           |
| Botryosphaeria quercus                          | Wijayaw., A.J.L. Phillips, Camporesi & K.D. Hyde                        | 2016           |
| Botryosphaeria quercuum (Eikendruivenpitje)     | (Schwein.) Sacc.                                                        | 1882           |
| Botryosphaeria ramosa                           | (Pavlic, T.I. Burgess & M.J. Wingf.) A.J.L. Phillips & A. Alves         | 2013           |
| Botryosphaeria rhododendri                      | A.C. Santos & Sousa da Câmara                                           | 1954           |
| Botryosphaeria rhododendricola                  | (Rehm) Weese                                                            | 1919           |
| Botryosphaeria rosaceae                         | Y.P. Zhou & Ying Zhang                                                  | 2017           |
| Botryosphaeria sacchari                         | (Speg.) Weese                                                           | 1919           |
| Botryosphaeria sarmentorum                      | A.J.L. Phillips, A. Alves & J. Luque                                    | 2005           |
| Botryosphaeria scharifii                        | Abdollahz., Zare & A.J.L. Phillips                                      | 2013           |
| Botryosphaeria senegalensis                     | Speg.                                                                   | 1914           |
| Botryosphaeria simplex                          | Syd.                                                                    | 1927           |
| Botryosphaeria sinensis                         | Y.P. Zhou & Y. Zhang ter                                                | 2016           |
| Botryosphaeria sorosia                          | (Lév.) Sacc.                                                            | 1882           |
| Botryosphaeria spiraeae                         | M.E. Barr                                                               | 1972           |
| Botryosphaeria stevensii (Essendruivenpitje)    | Shoemaker                                                               | 1964           |
| Botryosphaeria stomatica                        | Schwein. ex Cooke                                                       | 1885           |
| Botryosphaeria subconnata                       | (Schwein.) Cooke                                                        | 1885           |
| Botryosphaeria tenuispora                       | Y. Hattori & C. Nakash.                                                 | 2021           |
| Botryosphaeria theicola                         | Petch                                                                   | 1925           |
| Botryosphaeria tiliacea                         | Petr.                                                                   | 1916           |
| Botryosphaeria trabutiana                       | (Henn.) Theiss.                                                         | 1917           |
| Botryosphaeria trames                           | (Berk. & M.A. Curtis) Sacc.                                             | 1882           |
| Botryosphaeria tropicalis                       | (Rehm) Weese                                                            | 1919           |
| Botryosphaeria uleana                           | Bat. & A.F. Vital                                                       | 1957           |
| Botryosphaeria uncariae                         | Racib.                                                                  | 1909           |
| Botryosphaeria vanillae                         | (Stoneman) Petch & Ragunathan                                           |                |
| Botryosphaeria venenata                         | (Cooke & Ellis) Sacc.                                                   | 1882           |
| Botryosphaeria visci                            | (Kalchbr.) Arx & E. Müll.                                               | 1954           |
| Botryosphaeria viscosa                          | (Cooke & Ellis) Theiss.                                                 | 1917           |
| Botryosphaeria vitis                            | Niessl                                                                  | 1872           |
| Botryosphaeria wangensis                        | G.Q. Li & S.F. Chen                                                     | 2017           |
| Botryosphaeria weigelae                         | Theiss.                                                                 | 1916           |
| Botryosphaeria xanthocephala                    | (Syd., P. Syd. & E.J. Butler) Theiss.                                   | 1916           |
| Botryosphaeria xanthorrhoeae                    | (Hansf.) Sivan. & B. Sutton                                             | 1985           |
| Botryosphaeria yedoensis                        | Sawada                                                                  | 1959           |
| Botryosphaeria zeae                             | (G.L. Stout) Arx & E. Müll.                                             | 1954           |